# شمشیرزن (فیلم ۲۰۲۰)
شمشیرزن (کره‌ای: 검객؛ انگلیسی: The Swordsman) یک فیلم تاریخی اکشن محصول سال ۲۰۲۰ کره جنوبی به کارگردانی چوی جه هون و با بازی جانگ هیوک به عنوان شخصیت اصلی است.

## بازیگران

### اصلی
- جانگ هیوک در نقش ته یول، بهترین شمشیرزن چوسان
- کیم هیون سو در نقش تک اوه، دختر ته یول
- جو تسلیم در نقش گورونتای، عضوی از خانواده امپراتوری چینگ
- جونگ مان-شیک در نقش مین سونگ هو، بزرگ‌ترین مقام نظامی در چوسان
- لی نا کیونگ در نقش هوا سون، یک تاجر در چوسان
- لی مین-هیوک در نقش گیوم سا بوک، جوانی ته یول

## تولید
جلسه فیلمنامه خوانی در ۹ ژوئن ۲۰۱۷ برگزار شد. تصویربرداری اصلی در ۱۵ ژوئن ۲۰۱۷ آغاز شد و در سپتامبر ۲۰۱۷ به پایان رسید.